# Isoperla submontana
Isoperla submontana is een steenvlieg uit de familie Perlodidae. De wetenschappelijke naam van de soort is voor het eerst geldig gepubliceerd in 1965 door Raušer.